# 김명룡
김명룡(한국 한자: 金明龍, 1986년 7월 10일 ~ )은 전 대한민국의 축구 선수이며, 포지션은 수비수이였다.